# Madavaram
Madavaram là một thành phố và khu đô thị của quận Thiruvallur thuộc bang Tamil Nadu, Ấn Độ.

## Địa lý
Madavaram có vị trí 13°09′B 80°14′Đ / 13,15°B 80,24°Đ Nó có độ cao trung bình là 13 mét (42 feet).

## Nhân khẩu
Theo điều tra dân số năm 2001 của Ấn Độ, Madavaram có dân số 76.793 người. Phái nam chiếm 51% tổng số dân và phái nữ chiếm 49%. Madavaram có tỷ lệ 76% biết đọc biết viết, cao hơn tỷ lệ trung bình toàn quốc là 59,5%: tỷ lệ cho phái nam là 82%, và tỷ lệ cho phái nữ là 70%. Tại Madavaram, 11% dân số nhỏ hơn 6 tuổi.